# Campeonato Carioca Serie A2
La Segunda División del Campeonato Carioca, conocida simplemente cómo Serie A2, es la segunda división del Campeonato Carioca. Es organizada por la Federação de Futebol do Estado do Rio de Janeiro.
Ya ha recibido el nombre de Serie B, Segunda División, Grupo B de Primera División, Módulo Intermedio, Módulo Especial, Módulo Extra, y hasta 2020, Serie B1.

## Lista de campeones
| Año       | Campeón                       | Subcampeón               |
| --------- | ----------------------------- | ------------------------ |
| 1906      | Riachuelo                     | America                  |
| 1907-1909 | No hubo competición           | No hubo competición      |
| 1910      | Paissandu                     | São Cristóvão            |
| 1911      | Bangu                         | São Cristóvão            |
| 1912      | Guanabara                     | Alliança                 |
| 1913      | Carioca                       | Andarahy                 |
| 1914      | Bangu                         | Andarahy                 |
| 1915      | Andarahy                      | Villa Isabel             |
| 1916      | Carioca                       | Villa Isabel             |
| 1917      | Cattete                       | Progresso                |
| 1918      | Americano                     | Mackenzie                |
| 1919      | Palmeiras                     | Río de Janeiro           |
| 1920      | Carioca                       | Americano                |
| 1921      | Villa Isabel y Bonsucesso     | Río de Janeiro y Carioca |
| 1922      | River                         | Brasil                   |
| 1923      | Hellênico                     | Metropolitano            |
| 1924      | No hubo competición           | No hubo competición      |
| 1925      | Andarahy                      | Villa Isabel             |
| 1926      | Bonsucesso                    | Everest                  |
| 1927      | Bonsucesso                    | Carioca                  |
| 1928      | Bonsucesso                    | Carioca                  |
| 1929      | Carioca                       | Olaria                   |
| 1930      | Carioca                       | Engenho de Dentro        |
| 1931      | Olaria                        | Mackenzie                |
| 1932      | Engenho de Dentro             | Fluminense B             |
| 1933      | Anchieta y São Cristóvão      | Jardim y Madureira       |
| 1934      | Brasil Suburbano y Modesto    | Jardim y Jequiá          |
| 1935      | Engenho de Dentro y Confiança | Desconocido              |
| 1936      | Benfica y Carbonífera         | Desconocido              |
| 1937-1964 | No hubo competición           | No hubo competición      |
| 1965      | São Cristóvão                 | Olaria                   |
| 1966-1977 | No hubo competición           | No hubo competición      |
| 1978      | Friburgo                      | Costeira                 |
| 1979      | Friburgo                      | Costeira                 |
| 1980      | Olaria y Costeira             | Madureira y Novo Rio     |
| 1981      | Bonsucesso                    | Portuguesa               |
| 1982      | Goytacaz                      | São Cristóvão            |
| 1983      | Olaria                        | Friburguense             |
| 1984      | Bonsucesso                    | Portuguesa               |
| 1985      | Campo Grande                  | Mesquita                 |
| 1986      | AA Cabofriense                | Porto Alegre             |
| 1987      | Volta Redonda                 | Friburguense             |
| 1988      | Nova Cidade                   | Olaria                   |
| 1989      | América de Três Rios          | Campo Grande             |
| 1990      | Volta Redonda                 | Portuguesa               |
| 1991-1993 | No hubo competición           | No hubo competición      |
| 1994      | Friburguense                  | Entrerriense             |
| 1995      | Barra Mansa                   | Bayer                    |
| 1996      | Portuguesa                    | Nova Iguaçu              |
| 1997      | Friburguense                  | Ceres                    |
| 1998      | Cabofriense                   | Campo Grande             |
| 1999      | Serrano                       | Macaé                    |
| 2000      | Portuguesa                    | Arraial do Cabo          |
| 2001      | Entrerriense                  | CFZ                      |
| 2002      | Cabofriense                   | Macaé                    |
| 2003      | Portuguesa                    | Angra dos Reis           |
| 2004      | Volta Redonda                 | Boavista                 |
| 2005      | Nova Iguaçu                   | Bangu                    |
| 2006      | Boavista                      | Macaé                    |
| 2007      | Resende                       | Mesquita                 |
| 2008      | Bangu                         | Tigres do Brasil         |
| 2009      | América                       | Olaria                   |
| 2010      | Cabofriense                   | Nova Iguaçu              |
| 2011      | Bonsucesso                    | Friburguense             |
| 2012      | Quissamã                      | Audax Rio                |
| 2013      | Cabofriense                   | Bonsucesso               |
| 2014      | Barra Mansa                   | Tigres do Brasil         |
| 2015      | América                       | Portuguesa               |
| 2016      | Nova Iguaçu                   | Campos                   |
| 2017      | Goytacaz                      | América                  |
| 2018      | América                       | Americano                |
| 2019      | Friburguense                  | América                  |
| 2020      | Nova Iguaçu                   | Sampaio Corrêa           |
| 2021      | Audax Rio                     | Gonçalense               |
| 2022      | Volta Redonda                 | Olaria                   |
| 2023      | Sampaio Corrêa                | Olaria                   |
| 2024      | Maricá                        | Olaria                   |

## Títulos por equipo
| Club                 | Títulos | Subtítulos | Años campeón                            | Años subcampeón                    |
| -------------------- | ------- | ---------- | --------------------------------------- | ---------------------------------- |
| Bonsucesso           | 7       | 1          | 1921,1926, 1927, 1928, 1981, 1984, 2011 | 2013                               |
| Carioca              | 5       | 3          | 1913, 1916, 1920, 1929, 1930            | 1927, 1921, 1928                   |
| Cabofriense          | 5       | 0          | 1986, 1998, 2002, 2010, 2013            | ----                               |
| Volta Redonda        | 4       | 0          | 1987, 1990, 2004, 2022                  | ----                               |
| Olaria               | 3       | 6          | 1931, 1980, 1983                        | 1929, 1965, 1988, 2009, 2022, 2023 |
| Portuguesa           | 3       | 4          | 1996, 2000, 2003                        | 1981, 1984, 1990, 2015             |
| América              | 3       | 3          | 2009, 2015, 2018                        | 1906, 2017, 2019                   |
| Friburguense         | 3       | 3          | 1994, 1997, 2019                        | 1983, 1987, 2011                   |
| Nova Iguaçu          | 3       | 2          | 2005, 2016, 2020                        | 1996, 2010                         |
| Bangu                | 3       | 1          | 1911, 1914, 2008                        | 2005                               |
| São Cristóvão        | 2       | 3          | 1933, 1965                              | 1910, 1911, 1982                   |
| Andarahy             | 2       | 2          | 1915, 1925                              | 1913, 1914                         |
| Engenho de Dentro    | 2       | 1          | 1932, 1935                              | 1930                               |
| Goytacaz             | 2       | 0          | 1982, 2017                              | ----                               |
| Barra Mansa          | 2       | 0          | 1995, 2014                              | ----                               |
| Nova Friburgo        | 2       | 0          | 1978, 1979                              | ----                               |
| Villa Isabel         | 1       | 3          | 1921                                    | 1915, 1916, 1925                   |
| Campo Grande         | 1       | 2          | 1985                                    | 1989, 1998                         |
| Costeira             | 1       | 2          | 1980                                    | 1978, 1979                         |
| Boavista             | 1       | 1          | 2006                                    | 2004                               |
| Americano            | 1       | 1          | 1918                                    | 1920                               |
| Entrerriense         | 1       | 1          | 2001                                    | 1994                               |
| Audax Rio            | 1       | 1          | 2021                                    | 2012                               |
| Sampaio Corrêa       | 1       | 1          | 2023                                    | 2020                               |
| Palmeiras            | 1       | 0          | 1919                                    | ----                               |
| Serrano              | 1       | 0          | 1999                                    | ----                               |
| Modesto              | 1       | 0          | 1934                                    | ----                               |
| Guanabara            | 1       | 0          | 1912                                    | ----                               |
| Quissamã             | 1       | 0          | 2012                                    | ----                               |
| Confiança            | 1       | 0          | 1935                                    | ----                               |
| Brasil Suburbano     | 1       | 0          | 1934                                    | ----                               |
| Vasco da Gama        | 1       | 0          | 1922                                    | ----                               |
| River                | 1       | 0          | 1922                                    | -----                              |
| Hellênico            | 1       | 0          | 1923                                    | ----                               |
| Riachuelo            | 1       | 0          | 1906                                    | ----                               |
| Paissandu            | 1       | 0          | 1910                                    | ----                               |
| Cattete              | 1       | 0          | 1917                                    | ----                               |
| Anchieta             | 1       | 0          | 1933                                    | ----                               |
| Benfica              | 1       | 0          | 1936                                    | ----                               |
| Carbonífera          | 1       | 0          | 1936                                    | ----                               |
| Nova Cidades         | 1       | 0          | 1988                                    | ----                               |
| América de Três Rios | 1       | 0          | 1989                                    | ----                               |
| Resende              | 1       | 0          | 2007                                    | ----                               |
| Macaé                | 0       | 3          | ----                                    | 1999, 2002, 2006                   |
| Mackenzie            | 0       | 2          | ----                                    | 1918, 1931                         |
| Madureira            | 0       | 2          | ----                                    | 1933, 1980                         |
| Mesquita             | 0       | 2          | ----                                    | 1985, 2007                         |
| Río de Janeiro       | 0       | 2          | ----                                    | 1919, 1921                         |
| Jardim               | 0       | 2          | ----                                    | 1933, 1934                         |
| Tigres do Brasil     | 0       | 2          | ----                                    | 2008, 2014                         |
| Metropolitano        | 0       | 1          | ----                                    | 1923                               |
| Arraial do Cabo      | 0       | 1          | ----                                    | 2000                               |
| Everest              | 0       | 1          | ----                                    | 1926                               |
| Angra dos Reis       | 0       | 1          | ----                                    | 2003                               |
| Brasil               | 0       | 1          | ----                                    | 1922                               |
| Novo Rio             | 0       | 1          | ----                                    | 1980                               |
| CFZ                  | 0       | 1          | ----                                    | 2001                               |
| Alliança             | 0       | 1          | ----                                    | 1912                               |
| Progresso            | 0       | 1          | ----                                    | 1917                               |
| Fluminense B         | 0       | 1          | ----                                    | 1932                               |
| Jequiá               | 0       | 1          | ----                                    | 1934                               |
| Itaperuna            | 0       | 1          | ----                                    | 1986                               |
| Bayer                | 0       | 1          | ----                                    | 1995                               |
| Ceres                | 0       | 1          | ----                                    | 1997                               |
| Campos               | 0       | 1          | ----                                    | 2016                               |
| Americano            | 0       | 1          | ----                                    | 2018                               |
| Gonçalense           | 0       | 1          | ----                                    | 2021                               |

## Taça Santos DumontyTaça Corcovado
| Año  | Campeón Taça Santos Dumont | Campeón Taça Corcovado |
| ---- | -------------------------- | ---------------------- |
| 2013 | Bonsucesso                 | Cabofriense            |
| 2014 | Barra Mansa                | Tigres do Brasil       |
| 2015 | Portuguesa                 | Americano              |
| 2016 | Nova Iguaçu                | Campos                 |
| 2017 | Goytacaz                   | América                |
| 2018 | Americano                  | Audax Rio              |
| 2019 | América                    | Friburguense           |
| 2020 | Nova Iguaçu                | Maricá                 |
| 2021 | Audax Rio                  | Gonçalense             |
| 2022 | Volta Redonda              | Olaria                 |